# Mohammed al-Badr
Muhammad al-Badr (15 février 1926 – 6 août 1996) (en arabe : المنصور محمد البدر بن أحمد) est le dernier roi du royaume mutawakkilite du Yémen et a dirigé le camp royaliste lors de la guerre civile du Yémen du Nord (1962-1970).

## Biographie

### L’apprentissage du pouvoir
Muhammad al-Badr, fils aîné de Ahmed ben Yahya, est né en 1926, son grand-père étant Yahya Muhammad Hamid ed-Din, alors imam des zaïdites et roi du Yémen du Nord. En 1944, il s'installa à Ta'izz, pour parfaire son éducation. Peu après l'assassinat de son grand-père en février 1948, il se rendit à la capitale Sanaa, et sembla donner un soutien tacite au nouveau régime. Néanmoins, Ahmed ben Yahya vainquit en un mois les rebelles qui avaient comploté contre son père.
Le jeune Badr dut regagner rapidement la confiance de son père, et gravit les échelons en devenant député de al-Hodeïda, port important sur la mer Rouge. Il devint également ministre de l'Intérieur. Al-Badr joua un rôle important pour contrecarrer la révolte contre l'imam Ahmed en 1955, dirigée par le propre frère d'Ahmed, Sayf al-Islam Abdallah. Il fut alors déclaré prince et accéda au poste de ministre des Affaires étrangères. Il participa à la signature d'accords avec le bloc soviétique. En 1959, il détient de fait le pouvoir au Yémen, en l'absence de l'imam Ahmed, parti en  Italie pour des raisons médicales. Une tentative d'assassinat sur l'imam Ahmed en mars 1961 laissa ce dernier paralysé et fut la cause de l'accession de Badr au pouvoir, en octobre 1961.

### Couronnement et guerre civile
Le 18 septembre 1962, Ahmed fut retrouvé mort dans son sommeil et Badr fut proclamé imam et roi. Cependant, 8 jours plus tard, des rebelles marchèrent sur sa résidence de Dar al Bashair, dans la région de Sanaa et instaurèrent la République.
Bien qu'annoncé mort dans un premier temps, le monarque avait réussi à s'enfuir vers le Nord du pays et obtint le ralliement à sa cause de tribus locales zaïdites, traditionnellement fidèles au commandeur des croyants.
Le roi Badr joua un rôle important comme chef militaire lors de la guerre civile contre les révolutionnaires et qui dura huit années. En 1970, malgré la supériorité territoriale du camp royaliste, l'Arabie saoudite, pourtant opposée au régime républicain et qui hébergeait le roi, reconnut officiellement la République arabe du Yémen et d'autres pays, comme le Royaume-Uni suivirent le mouvement.

### L’exil
Cette déclaration entraîna le départ immédiat du roi vers l'Angleterre, où il finit sa vie dans une modeste maison dans le Kent. Il mourut en 1996 à Londres.

## Titulature
- 9 avril 1955 - 18 septembre 1962 : Son Altesse royale le prince héritier du Yémen ;
- 18 - 26 septembre 1962 : Sa Majesté le roi du Yémen, imam et Commandeur des croyants ;
- 26 septembre 1962 - 6 août 1996 : Sa Majesté le roi Badr